# Funktorkategória
A funktorkategória kategóriaelméleti fogalom. Ha C és D kategóriák, akkor a {\displaystyle D^{C}} funktorkategória objektumai a {\displaystyle C\to D} funktorok, morfizmusai az ezek közti természetes transzformációk.
A funktorkategóriák a következő két okból játszanak fontos szerepet:
- Számos a gyakorlatban előforduló kategória funktorkategória, így a funktorkategóriákra vonatkozó állítások az alkalmazásokban széles körben felhasználhatók.
- Bármely kategória beágyazható egy funktorkategóriába a Yoneda-beágyazáson át.

## Példák
- Egy G csoport megfeleltethető egy olyan kategóriának, aminek egyetlen okbejtuma van, morfizmusai pedig G elemei; speciálisan minden morfizmus invertálható. Egy G általi csoporthatással ellátott halmazt G-halmaznak nevezünk. A G-halmazok kategóriát alkotnak, és ez a kategória pontosan a {\displaystyle \mathrm {Set} ^{G}} funktorkategória, ahol {\displaystyle \mathrm {Set} } jelöli a halmazok kategóriáját.
- Hasonlóan, ha k egy test, akkor a G csoport k-lineáris reprezentációinak kategóriája megegyezik a {\displaystyle k{\textrm {-Vct}}^{G}} funktorkategóriával, ahol {\displaystyle k{\textrm {-Vct}}} a k-vektorterek kategóriája.
- Egy irányított gráf áll csúcsok illetve nyilak egy-egy halmazából, valamint két függvényből a nyilak halmazából a csúcsok halmazába, amik egy nyílhoz a kiinduló- illetve végpontját rendelik. Legyen C a {\displaystyle \bullet \rightrightarrows \bullet } kategória, azaz az a kategória, aminek két objektuma van, és köztük két párhuzamos nyíl megy. Ekkor az irányított gráfok kategóriája megegyezik a {\displaystyle \mathrm {Set} ^{C}} funktorkategóriával.

## Fordítás
- Ez a szócikk részben vagy egészben  a   Functor category című angol Wikipédia-szócikk ezen változatának fordításán alapul.  Az eredeti cikk szerkesztőit annak laptörténete sorolja fel. Ez a jelzés csupán a megfogalmazás eredetét és a szerzői jogokat jelzi, nem szolgál a cikkben szereplő információk forrásmegjelöléseként.